# Manilkara decrescens
Manilkara decrescens là một loài thực vật thuộc họ Sapotaceae. Đây là loài đặc hữu của Brasil, và hiện đang bị đe dọa vì mất môi trường sống.